# 해트트릭 (비디오 게임)
《해트트릭》(Hattrick)은 스웨덴에서 개발하고 1997년에 시작된 브라우저 기반 대규모 다중 사용자 온라인 축구 경영 게임이다. 현재 이 게임은 128개의 각기 다른 국가들이 있으며, 각각 자체 리그 피라미드를 갖추고 있고 53개의 각기 다른 언어 버전이 있다. 2016년 10월 기준으로 이 게임의 공동체에는 전 세계에 약 300,000명의 사용자가 있으며, 각자가 자신만의 팀이 있다. 2009년 2월에 거의 1,000,000명의 사용자에 이를만큼 최고조에 달했다. 《해트트릭》은 63개의 시즌을 구성하고 있으며, 각각의 기간은 약 4개월이다.

## 게임플레이
《해트트릭》의 기본 개념은 축구팀을 현명하게 관리하는 것인데, 선수를 사고 판다든지 팀의 라인업을 구축한다든지, 경기장을 완벽학 크기로 확장하는 것을 할 수 있다. 《해트트릭》의 모든 사용자는 자신만의 팀을 갖추고 있다. 사용자의 팀 관리 범위는 넓은 편이며 게임플레이는 주로 경제적, 전술적 제한에 의해 제한을 받는다. 수많은 종류의 팀이 《해트트릭》에 존재한다. 팀의 종류 및 포메이션은 일반적으로 사용자가 구축한 트레이닝 프로그램에 의해 모양을 갖추게 된다. 각각에 포함된 국가는 하나의 리그가 있으며 여러 시리즈로 나뉜다.